# Seniga
Seniga település Olaszországban, Lombardia régióban, Brescia megyében. Lakosainak száma 1402 fő (2023. január 1.). Seniga Gabbioneta-Binanuova, Milzano, Ostiano, Pralboino, Scandolara Ripa d’Oglio és Alfianello községekkel határos.

## Népesség
A település lakossága az elmúlt években az alábbi módon változott:
| Lakosok száma | 1447 | 1437 | 1402 |
|               | 2017 | 2018 | 2023 |